# Storiografia della guerra civile in Italia (1943-1945)
La storiografia della guerra civile in Italia è la letteratura storiografica relativa alla lotta fra partigiani e fascisti repubblicani nel periodo 1943-1945, interpretata come una guerra civile interna alla nazione italiana nel quadro della guerra di liberazione italiana.

## La guerra civile negli scritti e nei discorsi dei protagonisti
La definizione di "guerra civile" era diffusa già nel periodo 1943-1945, sia tra i partigiani che tra i fascisti della Repubblica Sociale Italiana, in riferimento al conflitto intestino che opponeva gli uni agli altri.
A partire dal dopoguerra, l'espressione «guerra civile» – sebbene ricorresse nei discorsi e negli scritti di importanti personalità della Resistenza – fu progressivamente accantonata (e poi rifiutata) dagli antifascisti, in particolar modo dai comunisti, cosicché per molto tempo fu usata quasi in via esclusiva dai reduci della RSI, che ne fecero un uso polemico finalizzato a legittimare la propria causa, accusando il movimento partigiano di aver scatenato una guerra fratricida tra italiani. Conseguentemente, la storiografia italiana inquadrò gli scontri tra connazionali nell'ambito della guerra di liberazione contro l'invasore tedesco, mettendo in risalto il carattere patriottico della lotta partigiana, e negando idealmente ai fascisti – che pure definivano «antinazionali» i loro avversari – la qualifica di italiani in quanto collaborazionisti della Germania nazista.
Nel 1985 lo storico Claudio Pavone, ex partigiano, ripropose nel mondo accademico italiano, per la prima volta dopo molti anni, la categoria interpretativa della "guerra civile", suscitando un acceso dibattito, e nel 1991 la pose al centro della sua opera Una guerra civile. Saggio storico sulla moralità nella Resistenza. Il dibattito sorto attorno a tale studio segnò l'inizio di una prolifica stagione di ricerca sul tema, tale che la definizione di guerra civile per descrivere lo scontro tra italiani fascisti ed antifascisti negli anni 1943-1945 ha trovato una diffusione vasta presso la storiografia e la divulgazione storica di ogni orientamento, divenendo anche occasione di scontro ideologico nel contesto di un "uso pubblico della storia": in particolare, secondo Pavone, nell'area della destra italiana il termine è stato usato surrettiziamente sia, come detto, in senso negativo e addossando la responsabilità delle violenze del biennio agli antifascisti (e soprattutto ai comunisti), sia nel tentativo di equiparare i due fronti del conflitto; dall'altro lato, chi si è opposto da sinistra alla categoria ha assunto una posizione difensiva eccessivamente appiattita sul piano nominalistico.

### Durante il conflitto
Durante il conflitto entrambe le fazioni in lotta definivano guerra civile lo scontro che combattevano contro il proprio nemico interno. Generalmente il termine guerra civile era adoperato nel suo significato tragico di lotta fratricida, cosicché i fascisti e gli antifascisti si incolpavano reciprocamente di aver scatenato la guerra civile e di alimentarla, mentre da parte centrista e monarchica la medesima accusa era rivolta a entrambi gli schieramenti.
Non mancavano tuttavia incitamenti a combattere senza tregua e fino in fondo la guerra civile, ritenuta un compito storico ineluttabile per la salvezza del Paese. Nell'ottobre 1943 l'edizione di Roma de l'Unità indicò i tre compiti che il popolo italiano doveva affrontare: «guerra contro l'aggressore nazista; guerra civile contro i fascisti suoi alleati; lotta politica contro le forze reazionarie». Nello stesso mese, il primo numero della rivista comunista La nostra lotta proclamò: «È l'ora del fuoco, l'ora della guerra dei partigiani, l'ora della guerra civile. L'ora della guerra attivamente combattuta contro i tedeschi e contro i fascisti».
In dicembre Fortunato Pintor, in una lettera a Giovanni Gentile, commentando la situazione italiana scrisse: «si sono aggiunte rovine a rovine, sino allo sciagurato armistizio e allo smembramento dell'Italia. Ed ora siamo alla guerra civile». Lo stesso Gentile nel gennaio 1944 scrisse dell'«orrore della guerra civile, tra Italiani e Italiani; ossia dell'Italiano contro se stesso; e la coscienza rimane perplessa, incerta di quello che sia il dovere presente del cittadino italiano».
Il termine è largamente ricorrente nella corrispondenza intercorsa tra Giorgio Agosti e Dante Livio Bianco, comandanti delle Brigate Giustizia e Libertà in Piemonte, tra il gennaio 1944 e il marzo 1945.
Lo storico Adolfo Omodeo, in una lettera inviata da Napoli al figlio Pietro il 12 aprile 1944, nel contrapporre il torpore dell'Italia meridionale liberata alla gravità della situazione nel nord, riferì: «Molti non si persuadono che siamo nella tragica atmosfera della guerra civile».

Giovanni Gentile negli ultimi anni. L'uccisione del filosofo contribuì a una presa di consapevolezza circa la natura di guerra civile del conflitto.

Tra le reazioni all'uccisione di Giovanni Gentile, avvenuta per mano di partigiani comunisti il 15 aprile 1944 a Firenze, si rinvengono molteplici riferimenti alla guerra civile. Benedetto Croce, secondo il genero Raimondo Craveri, «pre[se] coscienza di una guerra civile ormai in corso e non soltanto di una animosa resistenza militare contro i Tedeschi». Umberto Zanotti Bianco scrisse nel suo diario di non poter pensare alla morte di Gentile «senza un senso di rivolta verso la guerra civile che va dilagando in tutte le città d'Italia». Il diario di Piero Calamandrei, tra i commenti alla stessa notizia, riporta: «Leggevo ieri, sulla bella Letteratura di Marchesi, le vicende della vita di Cicerone; è quello che viviamo oggi: la guerra civile, gli esili, le fughe, gli assassinii politici, le liste di proscrizione. Risiamo al periodo tra Silla e Augusto».

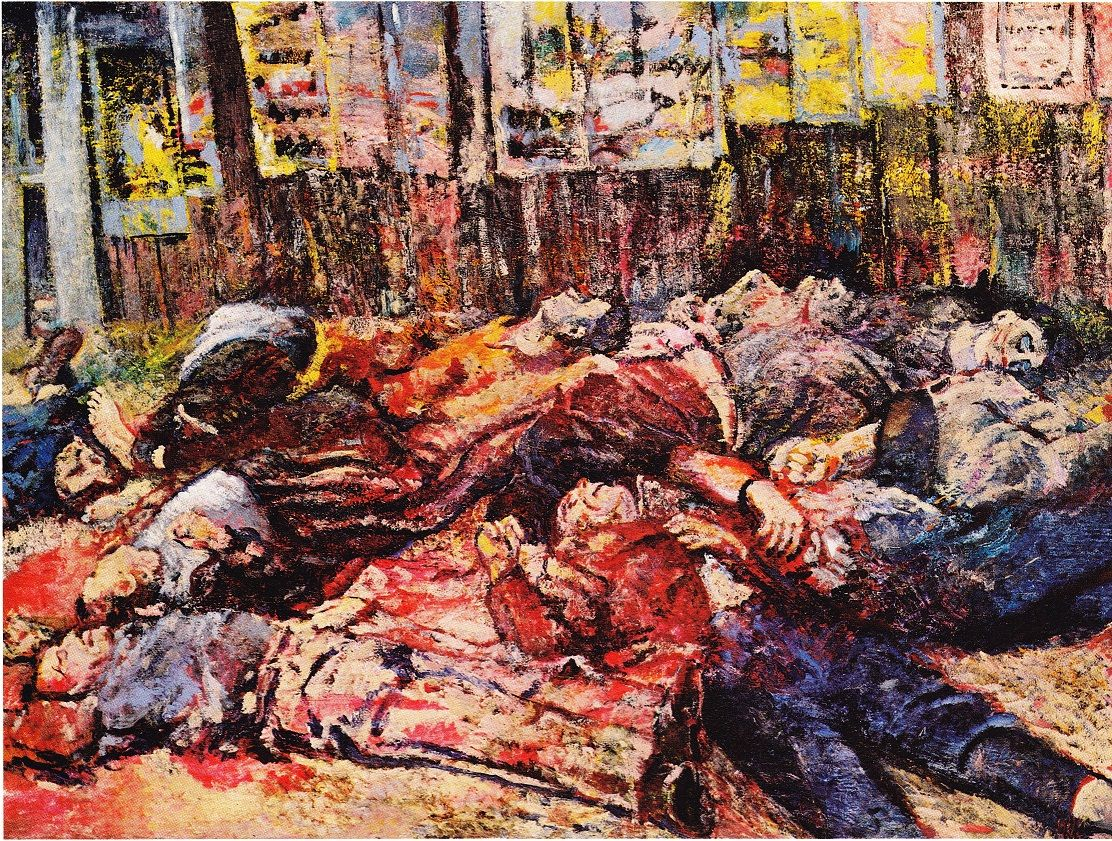
Aligi Sassu, La guerra civile, olio su tela, 1944, Roma, Galleria nazionale d'arte moderna e contemporanea

Nel 1944 il pittore socialista Aligi Sassu chiamò La guerra civile un dipinto raffigurante i corpi dei partigiani trucidati nella strage di Piazzale Loreto, avvenuta a Milano nell'agosto di quell'anno.
Giovanni Dolfin, segretario personale di Mussolini, conclude l'introduzione al suo diario scrivendo che «la tragica esperienza della guerra civile ci ha insegnato molte cose». Dolfin sostiene inoltre che Mussolini usò diverse volte l'espressione "guerra civile" nel commentare la situazione italiana: ad esempio, in seguito alla notizia dell'uccisione del federale di Milano Aldo Resega affermò che i servizi segreti di Mosca, Washington e Londra collaboravano per fomentare la guerra civile in Italia e che, essendo gli italiani disposti a trucidarsi in famiglia, con tali uccisioni la guerra civile sarebbe entrata facilmente in una fase più acuta.
Nel novembre 1944, l'edizione romana de l'Unità attaccò il generale Roberto Bencivenga, già comandante del Fronte militare clandestino durante l'occupazione tedesca della capitale, per aver invocato una pacificazione tra fascisti e antifascisti che potesse «colmare il fosso» che divideva i due schieramenti e porre fine alla guerra civile. L'organo di stampa comunista, diretto da Velio Spano, accusò Bencivenga di mirare «a colmare il fosso e a spegnere la guerra civile onde non sia spento il fascismo. Ma il popolo italiano, per fortuna, è di parere contrario. [...] Il popolo italiano non vuol colmare il fosso, vuole colmare le fosse. Le fosse dei responsabili della catastrofe nazionale che debbono essere soppressi nel corso di questa santissima guerra civile, affinché viva l'Italia».

### Nel dopoguerra
Nel dopoguerra diversi esponenti dell'antifascismo definivano guerra civile il conflitto appena terminato: Emilio Sereni parlò ripetutamente di «due anni di guerra civile» il 6 agosto 1945 al congresso dei CLN milanesi; Carlo Galante Garrone nel 1947 dichiarò che era stata combattuta una «sanguinosa guerra civile»; Leo Valiani definì l'«inferocimento degli animi» come «il pericolo più recondito e insieme più profondo che ogni guerra civile (e nella lotta contro i fascisti si trattava ben di questo) porta seco»; Luigi Meneghello usò correntemente il termine; Francesco Scotti affermò che la Resistenza fu «anche guerra civile contro il fascismo e per la creazione di uno Stato completamente nuovo, socialmente più avanzato»; mentre Paolo Spriano nei suoi scritti alterna l'uso delle espressioni «guerra civile» e «guerra di liberazione».
Nel 1949, per il quarto anniversario della liberazione d'Italia, l'intellettuale Franco Fortini scrisse per il quotidiano socialista Avanti! un duro articolo in cui criticava come ipocrite e retoriche le celebrazioni ufficiali dell'avvenimento da parte dei «padroni di oggi», ossia della maggioranza democristiana al governo. Fortini replicò all'accusa di aver «monopolizzato» la Resistenza che veniva mossa ai partiti di sinistra dai loro avversari, sostenendo che questi ultimi non avrebbero potuto elaborare un'interpretazione convincente della guerra di liberazione, ossia un'interpretazione non solo in termini di guerra nazionale ma anche di guerra civile e guerra di classe: «ma che cosa ne avrebbero fatto [della Resistenza], essi? Che interpretazione ne avrebbero dato? Che senso avrebbero potuto dare alla guerra civile? Perché guerra civile fu, e non solo guerra nazionale. Guerra di scelte politiche, e perciò anche di classe; non soltanto bandiera, non soltanto un ridicolo onore».
Nell'ambito delle lezioni che tenne all'Istituto di studi politici di Parigi nel gennaio 1950, poi raccolte nel volume L'Italia contemporanea pubblicato in Italia nel 1961, lo storico Federico Chabod – già delegato azionista presso il CLN della Valle d'Aosta – affermò che dopo la fondazione della RSI sull'Italia «s'abbatte anche la guerra civile».
La «guerra civile in Italia» è menzionata anche nell'opera sulla seconda guerra mondiale del primo ministro britannico Winston Churchill. Nel quinto volume, pubblicato nel 1951, Churchill formula un giudizio analogo a quello degli antifascisti italiani sostenendo che il progetto mussoliniano di ricostituire il regime fascista «immerse l'Italia negli orrori della guerra civile».
Nel 1953, il provvedimento di indulto per reati commessi per motivi politici durante il conflitto e nel dopoguerra (poi approvato con il D.P.R. 19 dicembre 1953, n. 922), secondo il suo relatore, il deputato qualunquista Francesco Colitto, intendeva «chiudere il ciclo fin troppo lungo di una lotta politica assai aspra e drammatica, cancellando i residui della dura guerra civile e dare così inizio ad una nuova era di solidarietà nazionale». Nel corso del dibattito parlamentare, il deputato monarchico Cesare Degli Occhi definì più volte guerra civile il conflitto iniziato dieci anni prima e in particolare affermò: «non possiamo ignorare che ancora nel 1953 noi siamo i figli della guerra e i figli della guerra civile e che è giusto a questo punto rinnegare – non nella memoria ma nell'eredità degli odî – le lugubri paternità e maternità».
Lo storico liberale Mario Vinciguerra, in un articolo pubblicato il 24 marzo 1954 per commemorare il decimo anniversario dell'eccidio delle Fosse Ardeatine, scrisse che in quegli anni molti territori italiani si erano trovati «stretti immediatamente nella morsa della guerra combattuta tra due eserciti stranieri sul nostro suolo, ed entrambi a noi ostili; oppure della guerra civile gravida di amari odi; oppure di entrambe le guerre in intreccio vipereo».
Nelle sue memorie pubblicate nel 1954, Dante Livio Bianco definì «la guerra di liberazione non come una guerra fra stati, fra "nazioni" e "potenze" e "governi" in conflitto, ma come una vera guerra civile, una guerra ideologica e politica quant'altre mai, una guerra destinata non solo a scacciar gli invasori tedeschi e ad eliminare i traditori fascisti, ma a gettare le basi per un nuovo ordine politico e sociale».
Il 22 aprile 1955 il presidente della Camera dei deputati, il democristiano Giovanni Gronchi, durante il discorso celebrativo del decennale della liberazione dichiarò: «Ogni guerra civile – ed il popolo italiano fu allora veramente costretto ad una guerra civile – ha i suoi orrori ed i suoi errori, ha le vittime dall'una e dall'altra parte, per tragiche incomprensioni o per scoppio improvviso di settarismi e di istinti di violenza. Ma non in questo si è materiato il grande fatto storico che domina in Italia l'ultimo biennio della guerra». Tre giorni dopo Alfredo Pizzoni, già presidente del CLNAI, durante il suo discorso in piazza del Duomo a Milano disse: «La guerra civile, che insanguinò l'Italia e intorbidò le coscienze di tanti italiani, noi non la volemmo [...] noi la subimmo; dovemmo accettarla e combatterla, combatterla con animo angustiato e col cuore oppresso, perché così dovevamo agire, ed era grave sofferenza rivolgere le armi contro italiani, anche se indegni, o illusi, pur sempre figli della stessa patria».

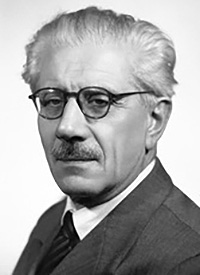
Ferruccio Parri

Ferruccio Parri, che era stato vicecomandante del Corpo volontari della libertà e capo del governo insediatosi dopo la liberazione, nel 1962 affermò: «Avevamo riconosciuto nel '43, prima dell'8 settembre, che non avremmo potuto risolvere il problema italiano senza una prova sanguinosa nei riguardi dell'occupazione tedesca, ben sapendo e prevedendo che cosa avrebbe costato. Ma la nostra era prima ancora una guerra di liberazione interna. Era una guerra civile: se non lo diciamo e non lo riconosciamo, non intendiamo il senso e il valore della lotta». In un altro scritto, lo stesso Parri ne attribuì tutta la responsabilità ai fascisti, poiché nel periodo tra il 25 luglio e l'8 settembre «non era ancora all'orizzonte la necessità della guerra civile, della lotta di liberazione dal fascismo, poiché la repubblica di Salò non era ancora emersa».

## La rimozione

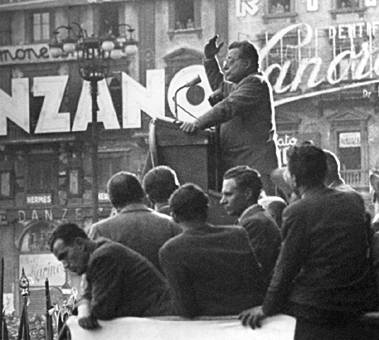
Palmiro Togliatti a un comizio, 1948. Togliatti non utilizzò mai la definizione di guerra civile, ma nel 1947 parlò di «guerra tra italiani».

Claudio Pavone rileva le prime tracce della rimozione nel volume delle Opere di Palmiro Togliatti relativo al periodo 1944-1955, «in cui le parole "guerra civile" non compaiono mai, tanto era forte nel leader comunista la volontà di accreditare il proprio partito come partito nazionale». Tuttavia, lo stesso Togliatti nel 1946 promosse un'amnistia che presupponeva la realtà di una guerra civile protrattasi oltre il 25 aprile 1945, estendendo la depenalizzazione fino al 31 luglio. Inoltre, in un discorso ai giovani comunisti del 1947 raccolto nello stesso volume, il segretario comunista, pur non utilizzando precisamente la locuzione "guerra civile", si mostrò ben consapevole del fatto che la guerra di liberazione era stata anche una «guerra tra italiani», esprimendo comprensione verso una parte dei giovani fascisti:

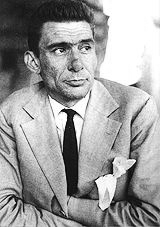
Lo scrittore partigiano Beppe Fenoglio. Nel 1949 la Einaudi gli rifiutò la pubblicazione della raccolta Racconti della guerra civile. L'opera fu pubblicata tre anni dopo con il titolo modificato dalla stessa casa editrice torinese in I ventitré giorni della città di Alba.

Nel corso degli anni, l'idea che in Italia negli anni 1943-1945 si fosse combattuta una guerra civile divenne comunque un tabù, che finì per condizionare anche le scelte editoriali nel campo della narrativa. Nel 1949 lo scrittore Beppe Fenoglio, già partigiano, tentò l'esordio con una raccolta intitolata Racconti della guerra civile, proponendola alla Einaudi. Il percorso dell'opera verso la pubblicazione fu lungo e travagliato anche a causa del titolo, sgradito al consulente editoriale Elio Vittorini, che propose di cambiarlo in Racconti barbari. Il libro fu infine pubblicato nel 1952 con il titolo I ventitré giorni della città di Alba, dal nome del primo racconto.
Analoghe difficoltà incontrò nel 1955 il romanzo La polvere sull'erba di Alberto Bevilacqua, ove si narra del "Triangolo della morte" emiliano; nonostante i giudizi positivi di Leonardo Sciascia, il libro fu bloccato dalla censura e non trovò nessun editore fino al 2000. Pier Paolo Pasolini espresse la sua solidarietà a Bevilacqua in una lettera in cui gli scrisse: «hai raccontato il Triangolo della morte, pensa un po', due anni di guerra civile sui quali è calata la pietra tombale del silenzio come se fossero accaduti nella Città Proibita».
Simile sorte toccò ad Arrigo Petacco che, per vedere pubblicato il suo romanzo I ragazzi del '44, rifiutato da tutti gli editori nel 1965, dovette aspettare vent'anni.
Tra le opere storiografiche, il concetto di guerra civile era presente in un volumetto edito nel 1953 dallo storico azionista Luigi Salvatorelli intitolato Venticinque anni di storia (1920-1945), che veniva gratuitamente distribuito dal Ministero della pubblica istruzione agli insegnanti e agli alunni dell'ultimo anno delle scuole superiori. Il libretto di Salvatorelli fu fortemente criticato da diversi studiosi di orientamento marxista, tra cui Ernesto Ragionieri e Mario Alighiero Manacorda. L'avversione verso il volume frenò il più ampio progetto del ministro della pubblica istruzione Antonio Segni di introdurre la storia contemporanea nei programmi scolastici, allora fermi al 1919 per effetto di un provvedimento preso dopo il 25 luglio 1943 nell'ambito della defascistizzazione.
In uno scritto del 1964 sull'uccisione di Giovanni Gentile, il critico letterario Carlo Dionisotti, già esponente del Partito d'Azione piemontese durante la guerra, rilevò la rimozione osservando: «mi sembra che per motivi diversi ci sia stata e ancora ci sia la tendenza a mascherare e attenuare l'importanza della guerra civile che di fatto si combatté in Italia nel '44 e '45».
In occasione del ventennale della liberazione (1965), l'Unità – organo di stampa del PCI – pubblicò e commentò alcuni temi scolastici sulla Resistenza svolti per l'occasione dagli studenti delle scuole italiane. La traccia di uno di questi, assegnata in un istituto magistrale di Venezia, iniziando con la frase «Voi che avete la fortuna di non aver conosciuto direttamente gli orrori della guerra civile», venne stigmatizzata dal giornalista autore del servizio, che la citò come esempio di professori che «sono arrivati al punto di inserire nei temi qualche considerazione addirittura ignobile».

### Analisi storiografica
Di seguito sono riportate le spiegazioni di vari storici circa le cause della rimozione della guerra civile dalla storiografia e dalla memoria pubblica.

#### Claudio Pavone
Claudio Pavone riconduce la rimozione della guerra civile all'occultamento del dato elementare che «anche i fascisti, nonostante tutto, erano italiani», avvenuto perché durante la guerra entrambi gli schieramenti si sentivano rappresentanti di tutta la nazione italiana, e così come «i fascisti avevano sempre chiamato "antinazionali" i loro avversari», gli antifascisti «li hanno ricambiati espellendoli in idea – almeno quelli della RSI – dalla storia d'Italia, se non addirittura dall'umanità». Esempio di tale sentimento è il titolo dato da Elio Vittorini ad uno dei suoi romanzi resistenziali: Uomini e no.
Pavone nota quindi che «è il fatto stesso della guerra civile che reca in sé qualcosa che alimenta la tendenza a seppellirne il ricordo», e riscontra analoghe rimozioni in Francia, dove per definire tutti i conflitti intestini dalla Rivoluzione in poi (compreso quello tra governo di Vichy e Resistenza francese) fu coniata l'espressione guerres franco-françaises, e in Jugoslavia, in cui a livello ufficiale si negava la guerra civile nonostante i violenti scontri interni tra partigiani comunisti, cetnici, ustascia e belagardisti. Ne individua le cause nel fatto che «i membri di un popolo che si pongono al servizio dello straniero oppressore vengono considerati colpevoli di un tradimento radicale al punto da spegnere in loro la qualità stessa di appartenenti a quel popolo».
Sostenendo inoltre l'esistenza di un legame tra i concetti di guerra civile e di rivoluzione, afferma che «poiché la Resistenza italiana non è stata da nessuno rivendicata come rivoluzione, il suo nesso con la guerra civile è rimasto nella memoria solo come scampato pericolo», e ricorda in proposito come i comunisti abbiano sempre rivendicato il merito di aver risparmiato all'Italia una guerra civile post-liberazione come quella greca. Evidenzia invece il fatto che i meno restii a parlare di guerra civile fossero gli azionisti, che invocavano la rivoluzione democratica per il dopoguerra. Infatti, «solo una rivoluzione vittoriosa ha la forza di iscrivere senza timore le sofferenze di una guerra civile nella propria storia», mentre «una rivoluzione sconfitta può rivendicare di essere stata protagonista di una guerra civile quando non intenda nascondere il suo carattere rivoluzionario».
Secondo Pavone le cause della rimozione della guerra civile in Italia sono da ascrivere anche alle esigenze politiche delle varie componenti dell'antifascismo:
La sinistra (socialisti e comunisti) aveva dunque bisogno di riaffermare l'unità ciellenistica dopo la sua estromissione dal governo nel 1947 e conseguente esclusione (conventio ad excludendum), che l'aveva privata della legittimazione a governare negandole «il massimo risultato politico da ottenere per il peso preminente che aveva sostenuto nella Resistenza», conseguito invece dalla destra antifascista (democristiani e liberali) nonostante avesse contribuito molto meno. Questa necessità era sentita specialmente dai comunisti, intenzionati a qualificarsi come forza nazionale – rivendicando il ruolo di guida della riscossa di tutto il popolo italiano contro l'invasore – proprio perché sempre discriminati come antinazionali, in modo da legittimarsi come parte del sistema repubblicano (il cosiddetto «arco costituzionale», che dava al PCI, sia pure come forza di opposizione, una legittimazione negata alle destre eredi del fascismo e della monarchia) e addebitare tutta la responsabilità per la rottura dell'unità antifascista alle forze moderate. Per queste ultime invece, il «glissare sul concetto di guerra civile rappresentava un'implicita polemica contro quel troppo di rosso che c'era stato nella Resistenza», ed era motivato dalla necessità di non lasciarne il monopolio alla sinistra, evidenziandone il carattere di guerra patriottica ed esorcizzardone tutti gli aspetti problematici, così da contrapporre all'immagine della «Resistenza tradita» (secondo cui alla liberazione non era seguito un vero rinnovamento) quella di una «Resistenza beata e soddisfatta».

#### Luciano Canfora
Anche Luciano Canfora ha indicato come causa dell'oblio del concetto di guerra civile la necessità di negare ai fascisti ogni legittimazione come forza nazionale, per accreditarla alle forze di sinistra e in particolare al PCI, in modo da cementare l'unità antifascista:
Che questa schematica presentazione del conflitto sviluppatosi nell'Italia centro-settentrionale nel 1943-45 abbia avuto corso per molti anni, nonostante le fratture sempre più profonde e dissolutrici dell'unità antifascista, fu fenomeno positivo sul piano politico, non storiografico: fu uno strumento che protesse e garantì anche nei momenti peggiori la legittimazione della sinistra, in particolare dei comunisti.»

#### Cesare Bermani
Cesare Bermani fa risalire la completa rimozione della guerra civile dalla storiografia al 1965, quando «si fa improvvisamente asfissiante il controllo su tutto ciò che riguarda le possibilità di studio critico sulla guerra di liberazione». In quell'anno infatti venne celebrato il ventennale della liberazione con al potere il secondo dei governi di Aldo Moro, i quali – comprendendo anche il Partito Socialista Italiano, uscito dall'isolamento nel 1963 – furono i primi esecutivi di centro-sinistra della storia repubblicana. Secondo Bermani è da allora che «la guerra di liberazione diventa un vero e proprio canone ufficiale di autointerpretazione e autolegittimazione della Repubblica», sintetizzato dalla formula della «Repubblica nata dalla Resistenza». Per cementare la ritrovata unità delle forze antifasciste, si iniziò a promuovere un'immagine della Resistenza come «qualcosa di non conflittuale» e le diversità ideali tra le varie componenti «vennero appiattite, rese tutte falsamente oleografiche». Emblematica in tal senso la manifestazione per il ventennale tenutasi il 9 maggio a Milano, in cui per volontà delle loro associazioni i partigiani sfilarono non con i propri fazzoletti rossi, verdi o azzurri, ma con fazzoletti tricolore.
Per Bermani è dunque questo il momento in cui la guerra civile diventa un argomento tabù, anche a causa del fatto che «le sinistre, e in particolare i comunisti, furono spinte a rivendicare fino all'enfasi il valore nazionale e unitario della guerra di liberazione come armi contro la discriminazione dalle quali erano vittime, in un periodo in cui l'ideologia ufficiale aveva sostituito l'anticomunismo all'antifascismo». Quindi definisce quella del ventennale «la prima grande operazione di "revisionismo storiografico"», volta ad espungere dalla storia della guerra di liberazione le categorie fino ad allora presenti di guerra civile, lotta di classe e lotta di liberazione sociale, per ridurla al solo aspetto di lotta patriottica contro l'invasore tedesco.

#### Aurelio Lepre
Secondo Aurelio Lepre, il ritardo con cui in Italia è stata riconosciuta la guerra civile è legato anche al processo di autoassoluzione per aver combattuto a fianco della Germania negli anni 1940-1943:

## La RSI nella storiografia resistenziale delle origini
Uno dei primi studi approfonditi sul biennio 1943-1945 è la Storia della Resistenza italiana di Roberto Battaglia, partigiano azionista successivamente approdato al PCI, la cui prima edizione è del 1953 e l'ultima del 1964. Diversamente dagli scritti immediatamente successivi alla liberazione – in cui Battaglia, ancora legato ad una visione azionista, non aveva avuto remore nel rilevare come la guerra partigiana «inevitabilmente, per il suo stesso carattere, precipita[sse] in certo momento in guerra civile» – in Storia della Resistenza italiana il conflitto non è descritto come guerra civile, mentre si preferisce parlare di «guerra di popolo» come facevano nei loro scritti del periodo i dirigenti comunisti Pietro Secchia e Luigi Longo. Quest'ultimo infatti, visionato il manoscritto di Battaglia, vi apportò delle correzioni per eliminarne gli evidenti residui azionisti. Secondo Cesare Bermani, il mancato uso della categoria interpretativa della guerra civile da parte di Battaglia rappresentava dunque «una concessione alla politica di unità nazionale, della quale uno storico di partito volente o nolente in quegli anni doveva tenere conto».
Battaglia rappresenta il movimento partigiano come un esercito di popolo in lotta contro un fascismo repubblicano completamente isolato dalle masse. In particolare, evidenzia un consenso diffuso anche nell'ambiente contadino, che avrebbe assicurato il sostegno materiale e morale alla resistenza partigiana, ed il netto rifiuto del nazifascismo da parte delle masse popolari. Inoltre sottolinea il fallimento del nuovo fascismo di Salò nei confronti degli strati popolari ed anche del ceto medio, la sua dipendenza totale per la propria sopravvivenza dall'appoggio tedesco e la sua funzione effettiva di «agenzia di reclutamento al servizio dell'invasore». Battaglia descrive anche le motivazioni «aberranti» presenti negli aderenti alla RSI, basate sui «torbidi» miti del «tradimento», dell'«eroismo» solitario, della lotta di «pochi, ma sani» contro il resto del mondo, che «spinsero alcune migliaia di individui a farsi complici, se non promotori di tanti delitti contro la propria gente».
Nella prima storiografia antifascista, la Resistenza viene dunque rappresentata come una «guerra di popolo» contro gli occupanti tedeschi e una sparuta minoranza di fascisti, dipinti come «stranieri di lingua italiana» – come li aveva definiti Pietro Nenni – e chiamati sprezzantemente "repubblichini", mossi solo dal desiderio di servire al meglio i nuovi padroni tedeschi, e da sadismo, cupidigia o – al massimo – cupa e crepuscolare vendicatività. La guerra civile dunque non poteva esservi stata, perché da un lato c'erano i partigiani, sostenuti da tutto il popolo italiano compattamente schierato, e dall'altro i tedeschi e un pugno di scherani prezzolati del tutto isolati dalla popolazione.
Battaglia si mostrò comunque consapevole che la Resistenza era stata anche una guerra civile, tanto che, nell'ambito della relazione tenuta alla conferenza internazionale organizzata dalla Federazione Internazionale della Resistenza (FIR) a Firenze dal 20 al 23 novembre 1959, sostenne la necessità di insegnarlo senza remore ai giovani:

## La contestazione del Sessantotto
La generazione del Sessantotto contestò la rappresentazione della Resistenza come fenomeno unitario e patriottico, valorizzandone esclusivamente la componente comunista rivoluzionaria e internazionalista e liquidando tutto il resto come «attendismo, sabotaggio, tradimento, connivenza con gli americani».
Claudio Pavone individua nella contestazione sessantottina il momento in cui, rotta l'«unità oleografica della Resistenza» (cita a proposito lo slogan «la Resistenza è rossa, non è democristiana»), la storiografia iniziò ad esaminare la guerra di liberazione in tutte le sue contraddizioni, preparando in questo modo «il terreno per riconoscere che il concetto di guerra civile non può più essere esorcizzato».
Anche Cesare Bermani attribuisce alla generazione del Sessantotto un ruolo nell'evoluzione della storiografia, avendo reagito ad una lettura della Resistenza in chiave di guerra patriottica, criticandone lo sbocco nella continuità dello Stato e accentuandone invece gli aspetti «rossi» di lotta antifascista e lotta di classe, proponendone cioè una lettura anche in chiave di guerra civile. Le nuove interpretazioni furono tuttavia rifiutate dal PCI e dalle associazioni partigiane. Anche i nascenti Istituti storici della Resistenza svilupparono una storiografia rigidamente attestata sullo schema «lotta di liberazione nazionale all'invasore tedesco / lotta al traditore fascista / unità antifascista del Cln», rinunciando a trovare categorie interpretative più idonee a cogliere la complessità storica del periodo.

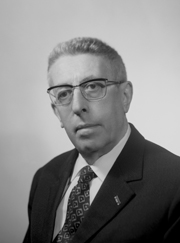
Pietro Secchia, esponente comunista estromesso dal gruppo dirigente del partito nel 1954, dedicò gli ultimi anni della sua vita alla storiografia, mostrando apertura verso le posizioni del movimento giovanile

Il carattere di guerra civile e di guerra di classe della Resistenza fu invece riconosciuto da Pietro Secchia che, emarginato dal partito nel 1954 e ormai politicamente ininfluente, guardava con grande interesse alla contestazione giovanile, condividendo la critica al linguaggio ufficiale delle celebrazioni della Resistenza:
Nelle celebrazioni commemorative, con l'intento di ristabilire l'unità che talvolta è soltanto formale, si ricorre spesso ad un linguaggio vago ed astratto, si parla dello "spirito della Resistenza", dell'eroismo di tutti i suoi martiri, tutti egualmente grandi e meritevoli nel sacrificio, senza distinzioni di ideologie e di partito. D'accordo, ma i discorsi celebrativi d'occasione non possono essere scambiati con la realtà e con la storia.»

## Il concetto di guerra civile nel reducismo fascista
Mentre spariva dalla storiografia antifascista, la definizione di guerra civile continuò ad essere adoperata dalla pubblicistica reducistica di Salò, fino a diventarne un elemento caratterizzante. Gli eredi del fascismo sottolineavano il carattere di guerra civile del conflitto per incolpare la Resistenza della lacerazione dell'unità nazionale degli italiani. Emblematico di tale punto di vista è il manifesto pubblicato nei primi anni settanta dal Movimento Sociale Italiano per contestare la mai accettata festa della liberazione: «25 Aprile. Italiani dimenticate la guerra civile. L'odio è rosso. La Patria è tricolore».

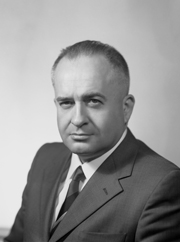
Giorgio Pisanò

L'espressione più completa della tesi neofascista sulla guerra civile è rappresentata dalla vasta produzione del giornalista e saggista Giorgio Pisanò, già ufficiale della Xª Flottiglia MAS nella RSI e per molti anni esponente del MSI, comprendente volumi come Il vero volto della guerra civile, Sangue chiama sangue e soprattutto Storia della guerra civile in Italia (1943-1945), iniziata nel 1965 e terminata due anni dopo.
Gli scritti di Pisanò intendevano dar voce ai fascisti sconfitti e legittimare anche le loro ragioni, respingendo la visione che voleva la RSI un mero strumento dei tedeschi, ed al contrario attribuendole il merito di aver protetto il Paese dal piano nazista di farne una semplice zona di occupazione militare. Secondo Massimo Luigi Salvadori, il concetto di guerra civile serviva quindi a Pisanò per «negare alla radice che da un lato vi fosse stata una creatura morta, la Repubblica dei traditori e dei servi dei nazisti, e dall'altra una creatura viva, la Resistenza, che aveva lottato per la liberazione nazionale dal nemico tedesco».
Inoltre Pisanò, rovesciando l'interpretazione antifascista – secondo cui la guerra civile fu una conseguenza della nascita della RSI – utilizzava il termine soprattutto in chiave anticomunista, additando il PCI come il principale fomentatore dello scontro fratricida tra italiani, in cui avrebbe coinvolto tutte le altre forze antifasciste con la rottura dell'attesismo. I comunisti, descritti come «fedeli esecutori degli ordini di Mosca», avrebbero percorso coscientemente la strada degli attentati e degli assassini mirati – specialmente di «elementi più moderati» come Igino Ghisellini, Aldo Resega, Eugenio Facchini, Arturo Capanni e Giovanni Gentile – allo scopo di incendiare il clima politico e di «esasperare fascisti e tedeschi per farli scatenare in rappresaglie sanguinose». Tale interpretazione della guerra civile risalirebbe, secondo Pisanò, a Carlo Silvestri, giornalista vicino a Mussolini durante la RSI, il quale avrebbe dichiarato:
Secondo alcuni autori, i lavori di Pisanò furono considerati privi di credibilità dagli storici a causa della sua condizione di ex "repubblichino". Altri autori hanno sottolineato lo scarso valore scientifico della produzione di Pisanò. In ogni modo, il termine guerra civile fu per anni utilizzato in prevalenza dalla pubblicistica neofascista, rafforzando la diffidenza degli antifascisti, causata – come spiega Claudio Pavone – «dal timore che parlare di guerra civile conduca a confondere le due parti in lotta e ad appiattirle sotto un comune giudizio di condanna o di assoluzione».
Nel 1992 Pisanò per Mursia pubblicò Il triangolo della morte. La politica della strage in Emilia durante e dopo la guerra civile, anticipatore degli scritti di Giampaolo Pansa sulle violenze compiute da partigiani nei confronti di fascisti, durante e dopo la seconda guerra mondiale.
Lo studioso Francesco Germinario, in un saggio del 2005, osserva che quello di guerra civile è stato «uno dei concetti-chiave della storiografia di destra del secondo dopoguerra», avendo per decenni la destra «rivendicato con passione il carattere "civile" della guerra. Rivendicazione di natura squisitamente politica, piuttosto che storiografica, utilizzata per istituire un'equipollenza di principio fra gli ideali dei vinti e le ragioni dei vincitori, in nome di una "pacificazione nazionale" [...] con il fine di vedere riconosciuta la piena legittimità a quella parte che si proclamava erede della Repubblica sociale». Lo stesso studioso giudica però «fortemente aporetica» la riflessione della destra sul periodo 1943-45, in quanto da un lato «si è sempre riaffermato, anche dopo Fiuggi, il carattere "civile" della guerra fra RSI e movimento partigiano, dall'altro la Resistenza è stata "decivilizzata" e come espulsa dalla storia nazionale». Per Germinario, intorno al concetto di guerra civile «si sono unanimemente coagulati tutti i risentimenti che l'estrema destra ha covato nei confronti dell'Italia repubblicana», producendo una pubblicistica in cui «i partigiani sono trattati da sanguinari terroristi perlopiù appartenenti ad altre razze o nazionalità (balcanici, greci, russi)» e in cui, in particolare, il «pregiudizio antislavo dettava il profilo del combattente infiltrato: sotto il profilo antropologico-criminale, costui era incline a pratiche ataviche e barbariche di violenza; da un punto di vista politico, era imbevuto di un'ideologia aberrante, il comunismo; infine, in senso etnico-razziale, corrispondeva all'immagine non civilizzata dello slavo che il fascismo aveva ereditato dal nazionalismo precedente». Fra gli altri temi caratterizzanti di questa pubblicistica, Germinario menziona poi la «rimozione dell'antisemitismo del regime fascista e della Repubblica sociale» e l'equiparazione tra la Shoah e il «dramma delle foibe»; quest'ultimo «oggetto - secondo un Leitmotiv della storiografia di destra - di pesante autocensura ideologica da parte antifascista», cosa che secondo i neofascisti «bastava a decretare l'assoluta anti-italianità dell'antifascismo». Germinario afferma che nell'«immaginario "storiografico" neofascista ha dominato incontrastata la tendenza a slavizzare la Resistenza: per gesti terroristici [...] ed efferatezze, scelte ideologiche e composizione etnica e razziale, la Resistenza italiana non poteva rivendicare radici nazionali». Per Germinario, nell'indisponibilità (da parte dei neofascisti) «a riconoscere le matrici nazionali della "guerra civile" scatta ancora una volta una visione se non totalitaria, certo autoritaria della nazione: entità che è necessario preservare unita e compatta di fronte ai criminali disegni politici di individui o partiti che invece pretendono di introdurre la differenziazione ideologica, la lotta di classe o, peggio, lo scontro armato fra i cittadini». In questo modo (conclude Germinario) la pubblicistica neofascista sulla guerra civile ha «finito per sabotare, a destra, la nozione storiografica brandita contro la sinistra: puntuale eterogenesi dei fini che, espellendo dalla nazione una delle parti combattenti, ha negato il carattere "civile" della guerra rivendicato dall'altra».

## La guerra civile nella saggistica storica

Giorgio Bocca, come ricorda Claudio Pavone, parlò di guerra civile senza alcuna reticenza.

Nel 1965 fu pubblicata da un editore minore l'opera Italia drammatica. Storia della guerra civile in tre volumi, una ampia raccolta illustrata di scritti di vari autori, con contributi di Domenico Bartoli, Enzo Biagi, Giorgio Bocca, Paolo Monelli e Indro Montanelli.
Nel 1975, il direttore di Storia Illustrata Carlo Castellaneta allega al numero 215 della rivista una piccola antologia, dal titolo La guerra civile in Italia contenente «testi di scrittori che furono testimoni di quelle vicende, dalle due parti della barricata», che «vogliono essere di monito alle nuove generazioni a non ricadere negli orrori di una guerra fratricida, ma anche di esempio nei valori della Resistenza». Il volume raccoglie scritti di Nuto Revelli, Davide Lajolo, Valdo Fusi, Elio Vittorini, Beppe Fenoglio, Piero Caleffi, Ubaldo Bertoli, Carlo Levi, Giose Rimanelli, Mario Gandini. I primi otto autori antologizzati militarono nelle file della Resistenza; gli ultimi due - Rimanelli e Gandini - combatterono nei ranghi della RSI. Nella sua introduzione al volume, Antonio Pitamitz scrive fra l'altro che la lotta di liberazione dai tedeschi «col risorgere del fascismo in alta Italia, si trasforma in guerra civile».
Giorgio Bocca nel 1977 pubblicò La repubblica di Mussolini, un saggio sulla RSI il cui sesto capitolo è intitolato La guerra civile. Claudio Pavone infatti definisce Bocca «uno dei pochi scrittori non fascisti che abbia senza reticenza parlato di guerra civile». Il libro non mancò di suscitare le proteste del reducismo partigiano, poiché si riteneva «disdicevole e quasi blasfemo che un comandante partigiano fosse andato a parlare con i "repubblichini"».
La prima opera destinata alla divulgazione presso il grande pubblico ad adottare il termine già nel titolo fu invece L'Italia della guerra civile, quindicesimo volume della Storia d'Italia di Indro Montanelli, scritto nel 1983 insieme a Mario Cervi, che aprì la porta ad una reinterpretazione della Resistenza che in seguito avrebbe trovato consensi. I due autori operarono la scelta di titolare il loro libro facendo riferimento alla guerra civile anziché alla Resistenza. Fu la prima volta che due popolari divulgatori, estranei all'area neofascista, espressero apertamente la convinzione che la Resistenza fosse solo uno dei tanti aspetti che caratterizzarono gli eventi occorsi in Italia tra il 1943 e il 1945. I due autori sostenevano infatti che nei tragici mesi che seguirono l'armistizio si combatterono molteplici guerre civili: oltre a quella che oppose fascisti ad antifascisti, ci fu quella tra il Regno del Sud e la Repubblica Sociale Italiana e quella interna alla stessa Resistenza tra i comunisti e gli altri per assumere la guida del movimento.
Nello stesso anno Rosario Bentivegna, militante dei GAP romani e protagonista dell'attentato di via Rasella, pubblicò le memorie che aveva scritto negli anni 1950. Nel capitolo dedicato alla guerriglia contro i fascisti, in riferimento al doloroso processo di accettazione della logica della guerra, Bentivegna scrive: «A poco a poco prendevo coscienza – ma con quanta pena! – che la guerra civile era cominciata anche per me, spietata, dura, irreversibile».
Nel 1984 un'autrice di sinistra legata al PCI, Miriam Mafai, pubblicò una biografia di Pietro Secchia in cui adoperò la definizione di guerra civile per indicare la lotta partigiana e le uccisioni di fascisti dell'immediato dopoguerra:

## La riscoperta storiografica ad opera di Claudio Pavone

### I convegni storiografici degli anni ottanta
La definizione di guerra civile iniziò a essere considerata dalla storiografia accademica a partire dal 1985, allorché fu proposta da Claudio Pavone, storico affermato e in gioventù partigiano, in due convegni storiografici svoltisi in quell'anno. Nella relazione che presentò al convegno L'Italia nella seconda guerra mondiale e nella Resistenza, tenutosi a Milano nell'aprile 1985, riferendosi alla Resistenza Pavone si soffermò sul
In occasione del convegno internazionale 1943-'45. Repubblica Sociale Italiana, organizzato a Brescia dalla Fondazione Luigi Micheletti nell'ottobre dello stesso anno, Pavone presentò una relazione interamente dedicata al tema, intitolata appunto La guerra civile. Per la prima volta dopo almeno vent'anni uno storico di sinistra sollevava apertamente il problema della guerra civile, in un periodo in cui utilizzare questa definizione equivaleva a «mettersi sullo stesso piano di Giorgio Pisanò o Indro Montanelli».

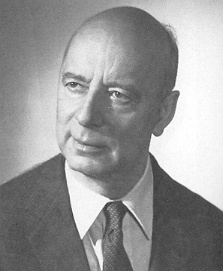
Gian Carlo Pajetta, dirigente del PCI, nel 1985 contestò la tesi di Claudio Pavone sulla guerra civile

Facendo propria l'opinione di Carlo Galante Garrone (che nel 1947 scrisse di una «sanguinosa guerra civile») e respingendo la posizione del PCI, Pavone sostenne che gli avvenimenti del biennio 1943-1945 possedevano, tra gli altri, anche i caratteri tipici di una guerra civile. L'intervento dello storico fu vivacemente contestato da Gian Carlo Pajetta, ex capo partigiano e senatore comunista, che ritenendo l'espressione non accettabile obiettò:
Gli storici presenti, tra cui il britannico Frederick William Deakin, non condivisero l'opinione dell'esponente comunista, mentre la posizione di Pavone fu sostenuta anche da Silvio Lanaro, docente dell'Università di Padova, che intervenne domandando: «Lotta partigiana vuol dire combattere per una parte contro un'altra parte, e ciò non sta forse a significare "guerra civile"?». Secondo Luigi Ganapini il convegno di Brescia diede inizio ad «una vivacissima e chiarificatrice polemica sul significato e sul termine stesso di "guerra civile". Se non si ha paura delle parole, i termini proposti da Pavone vanno integralmente accettati perché mettono a fuoco, sia pur crudamente, la profondità della lacerazione aperta non solo nel tessuto sociale, ma nella coscienza stessa degli uomini che la vissero».
Nel marzo 1988 lo stesso Pajetta utilizzò il termine guerra civile, ricordando in un'intervista che nel dopoguerra «le carceri italiane erano piene di partigiani, dopo che Togliatti, con un gesto che certo non rimpiango, era stato promotore dell'amnistia a conclusione della guerra civile, o meglio, dell'insurrezione contro l'invasore tedesco e i traditori fascisti, come dicevamo allora». Secondo Luciano Canfora, l'utilizzo del termine da parte di «un protagonista dei più restii» segnò, dopo oltre quarant'anni, la fine del "divieto" di adoperarlo.
Gli interventi di Pavone diedero inizio a una stagione di dibattito storiografico sul tema. Nell'ottobre 1988 si tenne infatti a Belluno il convegno Guerra, guerra di liberazione, guerra civile, al quale parteciparono ventidue studiosi, con relazione introduttiva sempre di Pavone.

### Le successive polemiche
Dopo il convegno di Belluno il dibattito tornò ad attraversare momenti di aperta polemica. Il giornalista comunista Emilio Sarzi Amadé – che aveva partecipato discutendo una relazione in cui si contrapponeva la «guerra incivile» dei fascisti alla «guerra civile», nel senso di civiltà, dei partigiani – scrisse per le colonne de l'Unità l'articolo Guerra civile o Resistenza?, in cui protestava contro l'abitudine di «adottare – spesso per distrazione, ma quanto mai colpevole! – quel termine di "guerra civile" che è comodo, sbrigativo, e tanto carico di torbida suggestione». Accusava quindi Pavone di essere il principale esponente di una «corrente revisionistica» e concludeva l'articolo denunciando il pericolo di una «legittimazione del fascismo e della sua equiparazione alle forze che lo combatterono». Contro la tesi della guerra civile, Sarzi Amadé argomentò:
Pavone replicò con un articolo sullo stesso quotidiano, intitolato Resistenza o «guerra civile». Uso la seconda categoria e adesso vi spiego i motivi, in cui ribatté che il revisionismo «non si combatte con la rituale riaffermazione dei principi offesi», ma «attraverso l'analisi storica, articolando ricerche e giudizi, facendosi carico delle nuove domande che i tempi nuovi pongono, mostrando di saper rispondere ad esse in modo più solido degli avversari». Quindi proseguì:
Riferendosi ai fascisti della RSI, Pavone concluse:
Tuttavia, gli storici fedeli alla linea ufficiale del PCI continuarono a tenere un atteggiamento di chiusura e ostilità verso la tesi di Pavone fino allo scioglimento del partito. Particolarmente critico fu Filippo Frassati (coautore con Pietro Secchia di una Storia della Resistenza nel 1965), che attaccò i sostenitori di quella che definiva «pseudo teoria della guerra civile», secondo lui

## I primi anni Novanta

### Chi sa parli!
Nel 1990 destò grande impressione la pubblicazione di un articolo di Otello Montanari su Il Resto del Carlino del 29 agosto intitolato Rigore sugli atti di "Eros" e Nizzoli e reso famoso dall'appello «Chi sa parli!». Il pezzo intese aprire un dibattito su quello che è definito il primo delitto del dopoguerra italiano, il caso di Arnaldo Vischi, ingegnere capo delle Officine Meccaniche Reggiane, ucciso – presumibilmente da partigiani comunisti – il 31 agosto 1945. La polemica montò immediatamente, scatenando nel breve volgere di qualche settimana oltre un migliaio di articoli.
Lo storico Luciano Casali, unico tra gli intellettuali "organici" al PCI, intervenne su l'Unità del 6 settembre 1990, proponendo una riflessione sulla Resistenza come guerra civile, conflitto che per sua natura non può avere una fine netta e istantanea:
Qualche mese dopo fu pubblicata la corrispondenza tra i comandanti partigiani azionisti Giorgio Agosti e Dante Livio Bianco. Il quotidiano La Stampa dedicò al volume un servizio che comprendeva un articolo di Alberto Papuzzi (secondo cui le lettere confermavano che «per gli azionisti la guerra partigiana fu innanzi tutto una guerra civile») e alcuni stralci delle missive relativi a temi quali gli attentati contro i fascisti, il progetto di rapinare le banche per il finanziamento della lotta, il proposito di consegnare meno armi possibile dopo la liberazione al fine di organizzare gruppi armati clandestini. Il filosofo Norberto Bobbio, ex azionista, protestò sullo stesso quotidiano sostenendo che il servizio avesse estrapolato i passaggi più duri della corrispondenza a fini sensazionalistici. Scrisse Bobbio:
Negli stessi giorni su la Repubblica Alberto Cavallari annoverò tra i «miti storiografici» ormai caduti quello che rappresentava la «guerra di liberazione come luminosa catarsi, e non come guerra civile semipermanente».

### Una guerra civiledi Claudio Pavone
Nel 1991, mentre erano ancora in corso le polemiche sul triangolo della morte, Claudio Pavone pubblicò quello che sarebbe diventato un classico della storiografia resistenziale: Una guerra civile. Saggio storico sulla moralità nella Resistenza. Questo volume, per la sua ampia diffusione non più limitata ai soli ambienti accademici (ne furono vendute oltre 6 000 copie a meno di due mesi dalla sua uscita, successo inconsueto per una pubblicazione storiografica), fu al centro di un animato dibattito, ma aprì definitivamente al termine "guerra civile", eliminando un tabù e consentendo agli storici di applicare questa categoria storiografica senza più dover sottostare a pregiudizi di matrice ideologica.
La tesi di Pavone è che la Resistenza non vada letta solo come un «movimento di liberazione contro l'occupazione nazifascista» bensì come tre guerre in una: quella patriottica (contro i tedeschi), quella di classe (contro il padronato) e quella civile (contro il fascismo repubblicano). Dunque, la guerra civile per Pavone rappresenta una delle tre componenti della più ampia lotta di resistenza, sebbene prevalga sulle altre due fin dal titolo dell'opera perché «offre una chiave di lettura di carattere generale», e «sottrae alla pubblicistica fascista e parafascista l'uso strumentale, e nelle intenzioni provocatorio, di una constatazione di fatto».
Inoltre Pavone – per la prima volta nell'ambito della storiografia accademica – analizza anche le motivazioni della cosiddetta "altra parte" (i fascisti repubblicani), registrando, con una visione "dal basso", il punto di vista, le motivazioni e i sentimenti degli uomini che hanno vissuto quella esperienza da una parte e dall'altra.
Nonostante il perdurare delle polemiche - sempre più ristrette al solo ambito politico nel corso degli anni - a partire dallo studio di Pavone, la storiografia italiana ha iniziato a considerare generalmente la guerra civile italiana come un fenomeno di più ampio respiro nell'ambito del quale inserire i diversi aspetti sociali, militari, politici della lotta di resistenza, di quella di liberazione, del fascismo repubblicano e delle occupazioni tedesca ed alleata.
Non mancò inoltre chi, come Carlo Dionisotti, il quale già utilizzava ampiamente la definizione di guerra civile e ne biasimava la rimozione, espresse sconcerto per il ritardo impiegato dalla storiografia nel riconoscere un dato storico ritenuto di palese evidenza.

## Il cinquantenario e la ricerca di una memoria condivisa
Nel corso degli anni successivi, con l'avvicinarsi delle celebrazioni per il cinquantenario della liberazione (1995), gli studi sul periodo 1943-1945 si intensificarono, e si moltiplicarono le pubblicazioni dedicate al problema della guerra civile. Inoltre, complice il mutato clima politico e il superamento degli steccati ideologici della Prima Repubblica, anche dalle istituzioni arrivarono inviti ad approfondire le problematiche legate alla Repubblica Sociale Italiana, in modo da giungere all'elaborazione di una memoria condivisa. Significativo in tal senso il discorso che l'allora pidiessino Luciano Violante pronunciò nel maggio 1996 in occasione del suo insediamento alla Presidenza della Camera, in cui per la prima volta un'alta carica dello Stato – per di più proveniente dalla tradizione politica comunista – mostrava volontà di comprensione per le ragioni dei «ragazzi di Salò»:
Il successivo 4 novembre, giornata dell'Unità Nazionale e delle Forze Armate, il presidente della Repubblica Oscar Luigi Scalfaro fece un ulteriore passo verso la «pacificazione nazionale», pronunciando le seguenti parole: «Il primo, devoto pensiero si rivolge come ricordo e preghiera alla memoria di coloro che hanno combattuto anche su fronti opposti, ma con onestà di intenti, fino all'estremo sacrificio».

### Resistenza e postfascismodi Gian Enrico Rusconi
Nel 1995 Gian Enrico Rusconi pubblicò Resistenza e postfascismo, nel quale esaminò le vicende del periodo partendo dal concetto di guerra civile. Rusconi rileva che «l'espressione "guerra civile" ha sempre creato e crea disappunto e disagio in molti gruppi partigiani, mentre ha trovato da sempre piena accoglienza nel campo neofascista. Ma non c'è bisogno di affidarsi alla letteratura repubblichina per capire che la "guerra civile" della Resistenza non è uno stigma da dissimulare o negare, ma è il segno della serietà – anche morale – dell'impresa. L'espressione del resto è presente nel linguaggio spontaneo e originario di molti resistenti, azionisti in particolare. Significativamente è assente invece nei documenti alleati che lo usano soltanto per indicare la natura del conflitto che potrebbe verificarsi in Italia dopo la Liberazione, per opera dei comunisti».
L'opera fu recensita da Leo Valiani con un articolo intitolato La Resistenza fu guerra civile? Non poteva che essere così.

### Rosso e Nerodi Renzo De Felice

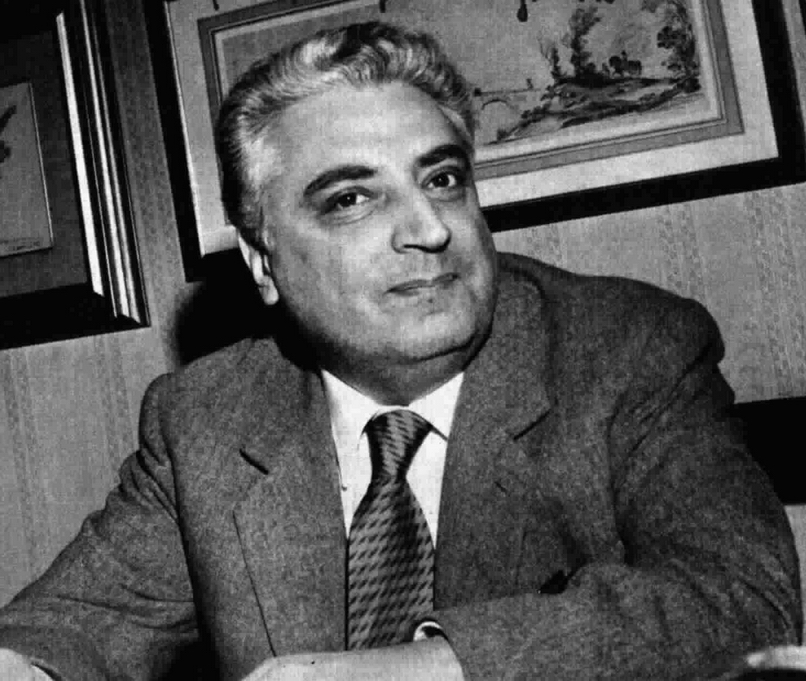
Renzo De Felice. L'ultimo volume della biografia di Mussolini scritta dallo storico reatino è intitolato La guerra civile 1943-1945.

Ben maggior clamore suscitò l'uscita del volume-intervista Rosso e Nero di Renzo De Felice, sempre del 1995, che, vent'anni dopo la sua Intervista sul fascismo, contribuì a diffondere gli argomenti del dibattito storiografico a livello divulgativo, sollevando il problema della Guerra civile anche al di fuori dell'ambito specialistico. Il volume provocò un'aspra polemica (De Felice fu accusato di voler "rivalutare il fascismo") ma ebbe importante eco.
Nell'intervista, De Felice anticipava anche che l'ultimo volume (rimasto però incompiuto per la prematura scomparsa dello storico nel 1996) della sua biografia di Mussolini sarebbe stato intitolato Mussolini l'alleato. La guerra civile. L'opera uscì postuma l'anno successivo, per i tipi di Einaudi, limitata al tomo I.

### Mussolini l'alleato. II. La guerra civiledi De Felice
Si tratta dell'ultimo volume della monumentale opera di Renzo De Felice, rimasto incompleto per la scomparsa dell'autore.
Vi ricostruisce le motivazioni che portarono alla nascita della Repubblica sociale e i caratteri di quella che viene ormai riconosciuta come "guerra civile", fino ai primi mesi della RSI. Accanto alle vicende politiche e militari trovano spazio le difficoltà di un popolo che rinuncia a fare una precisa scelta di campo. Nell'ultimo capitolo De Felice studia le varie componenti del fascismo repubblicano e i complessi rapporti con l'alleato tedesco.

### La nostra guerra 1940-1945di Arrigo Petacco
Anche Arrigo Petacco, nel secondo capitolo del suo volume La nostra guerra 1940-1945 del 1995, significativamente intitolato "Verso la guerra civile", rileva che "non tutti coloro che combatterono contro i tedeschi e i fascisti avevano come fine soltanto il riscatto nazionale". Nella resistenza italiana vi sarebbero state, secondo Petacco, almeno "tre anime", una che combatté una "guerra patriottica", una che affrontò la "guerra civile" ed un'altra che combatté una "guerra di classe".

## Gli ulteriori sviluppi

### La morte della patriadi Ernesto Galli della Loggia
L'anno seguente Ernesto Galli della Loggia pubblicò un altro saggio significativo, La morte della patria, nel quale dà per scontato il concetto di "guerra civile italiana", che l'autore pone fra le basi della crisi morale del Paese nel dopoguerra. Il problema dell'agnizione della Guerra civile come uno degli elementi della crisi italiana - assieme all'8 settembre e alla "democrazia bloccata" del dopoguerra, - è tuttora uno dei temi aperti del dibattito sull'identità nazionale italiana.

### Il nemico internodi Cesare Bermani
Nel 1997 Cesare Bermani pubblicò la prima edizione della raccolta di saggi Il nemico interno. Guerra civile e lotte di classe in Italia (1943-1976), riveduta ed ampliata nella successiva edizione del 2003. Bermani definisce la guerra civile «il nesso più profondo e occultato della nostra storia». A tale problema storiografico è in particolare dedicato il saggio Le storie della Resistenza, in cui si dimostra come «la categoria di "guerra civile" divenne un tabù solo con l'avvento del centrosinistra e la retorica della "pacificazione", venendo fatta propria dai fascisti in chiave anticomunista».

### La Repubblica delle camicie neredi Luigi Ganapini

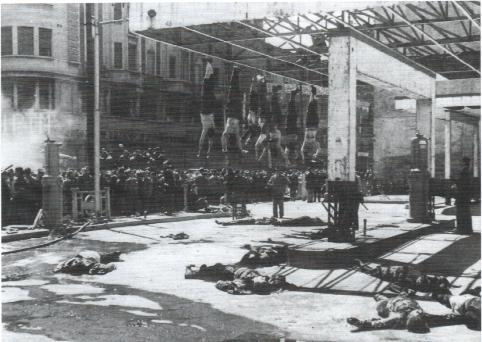
L'esposizione dei cadaveri di Mussolini e altre personalità del regime a Piazzale Loreto. Nel 1999 il filosofo Norberto Bobbio, tra i principali esponenti dell'azionismo, definì l'evento «la riprova, una delle poche prove certe che la guerra partigiana è stata una guerra civile. Solo una guerra civile può finire con il capo appeso per i piedi, una guerra fra Stati non finisce così. Fu una guerra tra italiani».

Luigi Ganapini, professore ordinario di Storia contemporanea dell'Università di Bologna, nel 1999 pubblicò La Repubblica delle camicie nere. I combattenti, i politici, gli amministratori, i socializzatori, primo studio approfondito sulla Repubblica Sociale Italiana, che rappresenta una sorta di pendant ideale con Una guerra civile di Claudio Pavone, analizzando minuziosamente le motivazioni che spinsero numerosi italiani ad aderire al fascismo repubblicano. In questo libro Ganapini mostra come a seguire Mussolini dopo l'8 settembre non ci fossero solo dei giovani che – secondo la celebre espressione di Carlo Mazzantini – andavano a «cercar la bella morte» continuando a combattere con i tedeschi, ma anche un vero e proprio ceto politico e amministrativo che operava per assicurare la sopravvivenza del regime del ventennio.

### La storia della Repubblica di Mussolinidi Aurelio Lepre
Nel 1999 Aurelio Lepre nella prefazione de La storia della Repubblica di Mussolini evidenziava la differente posizione tenuta nel corso della Resistenza, in cui era accettata la definizione di guerra civile, rispetto al dopoguerra, in cui quella definizione era stata rimossa e considerata gravissima.
Lepre rileva poi come l'uso del termine "revisionista" come accusa fu mossa contro "altri studiosi, anche di sinistra, che non si occuparono della Resistenza in tono apologetico".. E quindi aggiunge la sua interpretazione della guerra del 1943-45 come guerra civile

### La resa dei contidi Gianni Oliva
La teoria di Pavone è nella sostanza condivisa anche da Gianni Oliva, che nel breve saggio La resa dei conti del 1999 riprende la tripartizione di Una guerra civile. Nel capitolo intitolato "Violenza e guerra civile" Oliva specifica che il periodo 1943-1945 fu «innanzitutto una stagione di guerra patriottica contro il nemico occupante» ma anche una "guerra di classe". Oliva precisa di preferire questa denominazione alla più diffusa "lotta di classe" per via del perdurante clima di guerra. In terzo luogo anche "guerra civile".
Oliva sostiene che la definizione di guerra civile sia controversa poiché da una parte accusata da parte resistenziale di legittimare il fascismo repubblicano e in campo fascista di strumentalizzazione per ottenere una "equiparazione morale". Secondo Oliva, il conflitto civile, pur sviluppandosi all'interno del contesto della guerra di liberazione, è comunque «il tratto saliente del periodo 1943-45» il cui elemento caratterizzante è lo scontro fascismo-antifascismo.. In conclusione, per Oliva, la categoria interpretativa di guerra civile è sul piano scientifico la più adatta.

### La fine di una stagionedi Roberto Vivarelli
Roberto Vivarelli, professore di Storia contemporanea alla Normale di Pisa, nel 2000 pubblicò il saggio autobiografico La fine di una stagione. Memoria 1943-1945. Con questo libro Vivarelli, conosciuto fino ad allora come uno storico di sinistra – avendo alle spalle diversi incarichi negli Istituti storici della Resistenza ed una carriera caratterizzata da un orientamento saldamente antirevisionista, che lo aveva portato non solo a polemizzare con De Felice, ma anche a criticare revisioni provenienti da sinistra – rivelò che da adolescente, sulla spinta emotiva della morte in guerra di suo padre per mano dei partigiani jugoslavi, si era arruolato nella RSI.
L'opera – in cui Vivarelli scrive di aver iniziato a riflettere sulla propria esperienza personale dopo la lettura di Una guerra civile di Claudio Pavone – provocò accese reazioni ancor prima della pubblicazione. Alla recensione-intervista di Paolo Mieli, in cui Vivarelli dichiarò di non essere pentito e rivendicò anzi la moralità della propria scelta, seguirono infatti diversi interventi di storici e giornalisti sui maggiori quotidiani italiani. Tra questi, la recensione negativa di Claudio Pavone.

### Il sangue dei vintidi Giampaolo Pansa
Grande successo commerciale ebbe nel 2003 la pubblicazione del volume del giornalista Giampaolo Pansa Il sangue dei vinti, nel quale l'autore – sotto forma di romanzo – raccontava di stragi ed omicidi compiuti da partigiani (o presunti tali) ai danni di fascisti (o presunti tali) sul finire della guerra e nell'immediato dopoguerra, divulgando presso un grande pubblico argomenti trattati in precedenza quasi esclusivamente in ambito specialistico.
L'ampia eco mediatica sviluppata attorno al testo e le polemiche che ne seguirono (continuate anche in seguito alla contrastata uscita di un film sceneggiato ispirato al libro di Pansa) contribuirono comunque al consolidamento della diffusione del concetto di guerra civile combattuta fra italiani durante e immediatamente dopo la seconda guerra mondiale. Al primo volume di Pansa seguirono poi sul medesimo argomento, dello stesso autore, Sconosciuto 1945 nel 2005 e I vinti non dimenticano nel 2010.

### Il discorso del presidente Napolitano del 25 aprile 2008
Nel 2008, durante un discorso tenuto a Genova in occasione della festa della Liberazione, il presidente della Repubblica Giorgio Napolitano ha dichiarato di condividere la tesi di Claudio Pavone sulla guerra civile:
Secondo lo storico Giovanni De Luna, il discorso del capo dello Stato «consacra una tesi storiografica che negli ultimi tempi nessuno ha più seriamente contestato, ma che fino a non molti anni fa ha alimentato un dibattito acceso».

### War, massacre, and recovery in Central Italy, 1943-1948di Victoria Belco
Nel 2010 l'americana Victoria Belco, nel suo libro War, massacre, and recovery in Central Italy, 1943-1948, sostiene che "sì, ci fu una guerra civile in Italia tra il 1943 ed il 1945, almeno nelle parti d'Italia dove operavano fascisti repubblicani e partigiani, e laddove vi fu resistenza contro nazifascisti e occupanti tedeschi." Al Centro e al Nord, spiega la Belco, vi erano sia fascisti repubblicani che partigiani, ma le due fazioni erano entrambe relativamente piccole se comparate con la popolazione complessiva. Inoltre, secondo la storica americana, le due parti impegnate nel conflitto civile si trovarono tutt'altro che frequentemente coinvolte in scontri che le videro l'una "esclusivamente" contro l'altra. Tanto che, citando Don Narciso Polvani, chiama half civil war ("una mezza guerra civile") la situazione di conflitto in cui si trovava la provincia di Arezzo nel giugno 1944, stretta tra l'avanzata degli inglesi e l'arretramento tedesco e deduce che la guerra civile in Italia non avrebbe potuto avere luogo senza occupazione tedesca..

### Modern Italy, di Nick Carter
Nel 2010, lo storico Nick Carter ha pubblicato un volume, Modern Italy in Historical Perspective in cui ha affrontato diffusamente il tema della guerra civile. Secondo Carter il crollo della Prima Repubblica e la fine del PCI agli inizi degli anni novanta hanno incitato gli storici a rivedere la Resistenza come mito fondante della Repubblica. Secondo i revisionisti la Resistenza era stata una catastrofica guerra civile combattuta da una minoranza di partigiani antipatriottici contro gli italiani lealisti (fascisti): nel lungo termine il mito della Resistenza avrebbe influenzato negativamente la fibra morale della nazione. Secondo Carter, Renzo De Felice, specialmente con il suo Rosso e Nero, ha rappresentato un punto di riferimento per il dibattito storiografico che ne è seguito.
Seguendo l'analisi di James Miller, Carter sostiene che i neo-fascisti poterono diffondere l'interpretazione della Resistenza come guerra civile principalmente a causa del comportamento del PCI che, tentando di appropriarsi della storia della Resistenza, la danneggiò come mito fondante nazionale, in ciò aiutato anche dalle altre forze politiche.
L'autore osserva come, nonostante ciò, vari storici, tra cui C. Pavone e J. Miller, pur accettando di affrontare il tema della guerra civile, sfrondando la storia della Resistenza dagli elementi celebrativi e mitologici, continuino a vedere nella lotta di liberazione un importante - se non il più luminoso - momento della storia nazionale, capace di stimolare negli italiani un sentimento di cittadinanza democratica e di identità nazionale.
L'opinione di Carter è che la Resistenza fu necessariamente una guerra civile sanguinosa e senza regole, con atrocità commesse da ambo le parti. Nelle regioni del nord dove vent'anni prima i fascisti erano stati particolarmente feroci, la guerra civile fu più violenta. Tuttavia essa era stata solo un aspetto di una guerra che, come argomentato da Pavone, era stata anche patriottica e di classe. Inoltre essa si inquadrava in una più ampia guerra civile dell'Europa a difesa della propria civiltà. In Italia il principale obiettivo dei partigiani era quello di sconfiggere il Fascismo e il Nazismo. Gli ideali per cui partigiani e repubblichini morirono furono diversi: secondo Carter solo i primi sono degni di rispetto.

### Partigiadi Sergio Luzzatto
Nel 2013 ha provocato molte discussioni il saggio "Partigia. Una storia della Resistenza" di Sergio Luzzatto, storico che in passato si era distinto come acceso critico del revisionismo e in particolare dei libri di Giampaolo Pansa sulle uccisioni del dopoguerra, considerati sintomi di una crisi dell'antifascismo.
Il libro ha rivelato una vicenda inedita che vede coinvolto il giovane partigiano Primo Levi (allora ventiquattrenne), che il 9 dicembre 1943 sul Col de Joux, nei pressi di Saint-Vincent, partecipò all'esecuzione della condanna a morte, eseguita "con metodo sovietico" (cioè mediante raffica di mitra nella schiena senza preavviso), di due giovani partigiani appartenenti alla sua brigata, Fulvio Oppezzo (18 anni, di Casale Monferrato, nome di battaglia "Furia") e Luciano Zabaldano (17 anni, di Torino, nome di battaglia "Mare"), accusati di furto. I due erano stati considerati per decenni "eroi trucidati dai fascisti", venendo citati nell'Albo d'oro della Resistenza valdostana tra i 186 partigiani caduti nella regione, tra i tre uccisi nel 1943.
All'interno del testo, Luzzatto si sofferma diffusamente sul carattere di guerra civile della lotta in corso, intendendo raffigurare "un Levi dolente, prima ancora che come testimone della Soluzione finale del problema ebraico, come testimone degli aspetti più scabrosi di una guerra civile". La vicenda della fucilazione dei due giovani è contestualizzata nella "realtà per cui, nel mondo crudele della guerra civile, ai partigiani era toccato anche di decretare la morte di altri partigiani".. Tra le conclusioni dell'autore "la guerra civile italiana fu questo ancora: un gioco delle parti, fra pietà e cinismo, passioni e interessi, in attesa che la storia decretasse vincitori e vinti".
L'uscita del volume è stata accompagnata da varie polemiche, essendo ritenuto irrispettoso della figura di Primo Levi e della resistenza partigiana (ad esempio da parte del giornalista Gad Lerner, che fra l'altro ha criticato Luzzatto per aver usato "anch'egli il termine dispregiativo "vulgata resistenziale" che tanto gratifica gli iconoclasti"). La stessa Einaudi, casa editrice delle opere di Primo Levi, nonostante avesse già pubblicato vari scritti di Luzzatto, ha rifiutato il testo, edito poi da Mondadori.

## Diffusione
In seguito al gran numero di pubblicazioni sul tema degli anni novanta, il termine è diventato d'uso comune anche al di fuori del mondo accademico, risultando la tripartizione di Pavone (guerra patriottica, civile e di classe) nel 2011 «generalmente condivisa, tanto da essere ripresa dalla maggior parte dei manuali scolastici di storia». Inoltre, l'accezione relativa all'Italia del 1943-1945 è stata introdotta nella voce "Guerra civile" di diverse pubblicazioni edite dall'Istituto dell'Enciclopedia Italiana.
Nel novembre 2006 è stato effettuato uno studio sul senso comune riguardo alla Resistenza e agli eventi che portarono alla nascita della Repubblica, basato sui risultati di un questionario sottoposto ad un campione di insegnanti delle scuole secondarie superiori di Novara. Agli intervistati è stato domandato se condividessero o meno alcune affermazioni, chiedendo loro di motivare le risposte. Una delle frasi recita: «Tra il '43 e il '45 in Italia si è combattuta una guerra civile e nelle guerre civili i torti e le colpe sono equamente distribuiti tra le parti combattenti». Lo studioso Andrea Paracchini, autore della ricerca, osserva che la frase «insiste in realtà su due concetti chiave: quello di “guerra civile” e quello di “equiparazione delle colpe”». Circa il primo concetto (guerra civile), secondo Paracchini le risposte del questionario hanno rivelato che «l'interpretazione in chiave di "guerra civile" dei venti mesi della Resistenza sembra [...] essere stata accettata [...]. In particolare, un solo intervistato dichiara esplicitamente di considerare la Rsi "un organismo politico satellite della Germania" e quindi "straniero". Del resto, dopo l'uscita del saggio di Pavone, sono ormai in pochi, anche in ambito pubblico, a mettere in discussione quello che ormai è considerato un assunto». Riguardo al secondo concetto (equiparazione delle colpe), Paracchini commenta scrivendo che ben «più problematico risulta invece il giudizio sui due schieramenti» e ritiene che tale concetto sia ispirato a un «relativismo che mira anzitutto a tirare fuori tutto il buono possibile del fascismo e al contrario screditare il più possibile la Resistenza nel complesso, perché interpreta la “guerra civile” nell’accezione di “guerra fratricida”, intesa come conflitto sanguinoso in cui i combattenti delle due parti sono allo stesso tempo distinti dagli ideali ugualmente nobili e degni dunque di ricordo, ma assimilati in nome del
comune ricorso alla violenza». Paracchini respinge tale equiparazione richiamando le differenze fra partigiani e fascisti, le quali, «pure ammettendo che tra i partigiani ci fossero personaggi moralmente discutibili e fra i saloini giovani in buona fede, riguardano anzitutto la causa degli
uni, la liberazione d’Italia e il suo rinnovamento, e quella degli altri, il fascismo e la
sudditanza nazista». Tuttavia Paracchini riconosce che su una simile conclusione «non sembra esserci l’accordo del campione», avendo gli insegnanti espresso posizioni fra loro differenziate al riguardo.
Anche dopo la sua affermazione nella storiografia, conseguente al lavoro di Pavone, alcuni ex resistenti e alcuni esponenti della sinistra italiana hanno continuato a respingere la definizione di guerra civile, associandola ancora all'uso polemico che ne ha fatto per anni la pubblicistica neofascista e temendo quindi una delegittimazione del movimento partigiano. Tra questi, il giornalista Furio Colombo e l'ex comandante dei GAP Giovanni Pesce.